# Karl Lotter
Karl Lotter (* 2. Juni 1893 in Zeulenroda; † 27. September 1963 in Brunseck) war ein deutscher Reichskriegsanwalt.

## Leben
Vom 26. August 1939 bis 15. Februar 1941 war er Berater in der Rechtsabteilung der Wehrmacht (WR), OKW, bevor er bis zum 15. April 1941 Rechtsberater beim Armeegruppenkommando A wurde. Danach arbeitete Lotter bis 10. Oktober 1941 wieder als Berater in der Rechtsabteilung der Wehrmacht (WR), OKW. Es folgten Tätigkeiten als Rechtsberater beim Armeegruppenkommando Süd (10. Oktober 1941 bis 9. Juli 1942) und beim Armeegruppenkommando B (9. Juli 1942 bis 1. Oktober 1942).
Seine erste Amtszeit als Reichskriegsanwalt am Reichskriegsgericht (RKG) dauerte von 1. Oktober 1942 bis 30. Dezember 1943. Die folgenden Monate bis 20. März 1944 war er stellvertretender Chef für Rechtsangelegenheiten der Wehrmacht, danach wurde er wieder als Reichskriegsanwalt an das Reichskriegsgericht bestellt. Am 8. Mai 1945, dem Tag der deutschen Kapitulation, wurde Lotter gefangen genommen, er kam 1947 wieder frei.

## Beförderungen
- 1. Oktober 1942: Reichskriegsanwalt (entspricht Generalmajor)
- 1. April 1945: Generalrichter (entspricht Generalmajor)